# Nuno Leal Maia
Nuno Leal Maia (ur. 17 października 1947 w Santosie) – brazylijski aktor telewizyjny, filmowy i teatralny.

## Życiorys
Urodził się w Santos jako syn Nelsona Machado Maii i Alcídiy Leal, ale wychował się w São Vicente, także stan w São Paulo. Był piłkarzem, grającum dla klubu juniorów Santosie FC, którego stał się zwolennikiem. Karierę sportową kontynuował jako trener piłki nożnej w Londrina EC, Sociedade Esportiva Matsubara, zarówno w stanie Paraná, jak i São Cristóvão Rio de Janeiro i Botafogo João Pessoa w stanie Paraíba.
Studiował aktorstwo w Wyższej Szkole Komunikacji i Sztuki (Escola de Comunicação e Artes) na Uniwersytecie w São Paulo (Universidade de São Paulo). Na małym ekranie po raz pierwszy pijawił się jako surfer w telenoweli Odurzony Kupidyn (Estúpido Cupido, 1976). Grywał potem role ojców, ludzi bukmachera Występował także na scenie, m.in. w Hair (1970) czy sztuce Usta tkaniny (Pano de Boca, 1976).

## Wybrana filmografia

### filmy fabularne
| Rok  | Tytuł                                                                          | Rola                       | Uwagi                                                                                            |
| ---- | ------------------------------------------------------------------------------ | -------------------------- | ------------------------------------------------------------------------------------------------ |
| 1973 | Anioł Blond (Anjo Loiro)                                                       | Paulo                      |                                                                                                  |
| 1973 | Dziewica (A Virgem)                                                            | Mario                      |                                                                                                  |
| 1975 | Każdy jeden daje to, co ma (Cada Um Dá o que Tem)                              | Batista, chłopak Albino    |                                                                                                  |
| 1976 | Pokój wdowy (O Quarto da Viúva)                                                |                            |                                                                                                  |
| 1976 | Piętro brutto (Chão Bruto)                                                     |                            |                                                                                                  |
| 1976 | A więc wojna (Guerra é Guerra)                                                 |                            | Obsada: Chris Pine, Reese Witherspoon, Tom Hardy, Til Schweiger, Angela Bassett, Chelsea Handler |
| 1976 | Ludzie słabi są inni (Gente Fina É Outra Coisa)                                |                            |                                                                                                  |
| 1977 | Deck (Elas São do Baralho)                                                     | Joca                       |                                                                                                  |
| 1977 | Paranoja (Paranóia)                                                            | Pimenta                    |                                                                                                  |
| 1978 | Wybraniec Yemanji (O Escolhido de Iemanjá)                                     |                            |                                                                                                  |
| 1978 | Gorączka odmiennego stanu świadomości (Embalos Alucinantes: A Troca de Casais) | Ramon                      |                                                                                                  |
| 1978 | Kochankowie z odrzutu (As Amantes de um Homem Proibido)                        |                            |                                                                                                  |
| 1978 | Dobry mąż (O Bom Marido)                                                       |                            |                                                                                                  |
| 1978 | Pojemność Boża (A Dama do Lotação)                                             | Carlos                     | W filmie gra także Sônia Braga                                                                   |
| 1979 | Przyjemność dla zasady (O Princípio do Prazer)                                 |                            |                                                                                                  |
| 1979 | Dobrze wyposażony człowiek (Bem Dotado, o Homem de Itu)                        | Lírio                      |                                                                                                  |
| 1979 | Obawy mężatki (Inquietações de Uma Mulher Casada)                              |                            |                                                                                                  |
| 1979 | Sprawa Klaudii (O Caso Cláudia)                                                |                            |                                                                                                  |
| 1980 | Wybacz mi zdradę (Perdoa-me por Me Traíres)                                    |                            |                                                                                                  |
| 1980 | Ustawa o przemocy (Ato de Violência)                                           |                            |                                                                                                  |
| 1981 | Obiekt kobiecy (Mulher Objeto)                                                 | Hélio                      |                                                                                                  |
| 1982 | Na południe od mojego ciała (Ao Sul do Meu Corpo)                              | Policarpo                  |                                                                                                  |
| 1982 | India, córka Słońca (Índia, a Filha do Sol)                                    |                            |                                                                                                  |
| 1982 | Ktoś (Alguém) na podstawie opowiadania „O Mudo” André Carneiro                 |                            |                                                                                                  |
| 1983 | Gabriela, goździk i cynamon (Gabriela, Cravo e Canela)                         |                            | Marcello Mastroianni, Sônia Braga                                                                |
| 1984 | Orzeł szefa (Águia na Cabeça)                                                  | César                      |                                                                                                  |
| 1985 | Pocałunek kobiety pająka (Kiss of the Spider Woman)                            | Gabriel, przyjaciel Moliny | Obsada: William Hurt, Raúl Juliá, Sônia Braga                                                    |
| 1985 | Król rzeki (O Rei do Rio)                                                      | Tucão                      |                                                                                                  |
| 1986 | Siedem wampirów (As Sete Vampiras)                                             | detektyw Raimundo Marlou   |                                                                                                  |
| 1989 | Samotność, piękna historia miłości (Solidão, Uma Linda História de Amor)       |                            | W filmie gra także David Cardoso                                                                 |
| 1990 | Szkarłatny skorpion (O Escorpião Escarlate)                                    | Guido Falcone              | W filmie gra także Herson Capri                                                                  |
| 1993 | Ocean Atlantycki (Oceano Atlantis)                                             |                            |                                                                                                  |
| 1994 | Szaleństwa dla kina (Louco por Cinema)                                         |                            |                                                                                                  |
| 1995 | Bestie (As Feras)                                                              | Paulo Cintra               |                                                                                                  |
| 2005 | Wilkołak w Amazonii (Um Lobisomem na Amazônia)                                 | prof. Scott Corman         |                                                                                                  |
| 2008 | W przypadku, gdy będzie chodził Dulce Veiga? (Onde Andará Dulce Veiga?)        | Rafic                      | W filmie gra także Oscar Magrini                                                                 |
| 2013 | Taina – Pochodzenie (Tainá – A Origem)                                         | Dziadek Teodoro            |                                                                                                  |

### produkcje TV
- 1976: Odurzony Kupidyn (Estúpido Cupido) jako Acioly
- 1980: Stopa wiatru (Pé de Vento) jako Edmar (Pé)
- 1983: Champagne jako Renan
- 1984: Vereda Tropical jako Bertazzo
- 1985: A Gata Comeu jako Nauczyciel Fábio Coutinho
- 1986: Nowa miłość (Novo Amor) jako Bruno
- 1987: Mandala jako Tony Carrado
- 1987: Królowa życia ('A Rainha da Vida) jako Júlio
- 1989: Top Model jako Gaspar Kundera
- 1991: Mój mąż (Meu Marido) jako Carlos Zanatta
- 1991: Vamp jako Jurandir (Padre Garotão)
- 1993: Letnie opowieści (Contos de Verão) jako Ary
- 1995: Malhação jako Fábio
- 1995: Historia miłosna (Pátria Minha) jako Osmar
- 1995: Historia miłości (História de Amor) jako Edgar Assunção, ojciec Joyce i były mąż Eleny
- 1997: Miłość jest w powietrzu (O Amor Está no Ar) jako Alcebíades „Guima” Guimarães
- 1998: Mój cóż chce (Meu Bem Querer) jako Inácio
- 1999: Łagodna trucizna (Suave Veneno) jako Gato
- 1999-2000: Malhação jako Pasqualete
- 2002: Klon (O Clone) jako Jorge Luís
- 2003: Teraz one są święte (Agora É que São Elas) jako Honoriusz
- 2005: Malhação jako Pasqualete
- 2006: Prorok (O Profeta) jako Alceu Carvalho
- 2007: Dwie twarze (Duas Caras) jako Bernardo da Conceição
- 2009: Caras & Bocas jako Nilo
- 2010: Ti Ti Ti jako Cassiano – Victor Valentine
- 2012: Miłość, wieczna miłość (Amor Eterno Amor) jako Ribamar
- 2013: Malhação jako Augusto